# Barbara Jeziorkowska

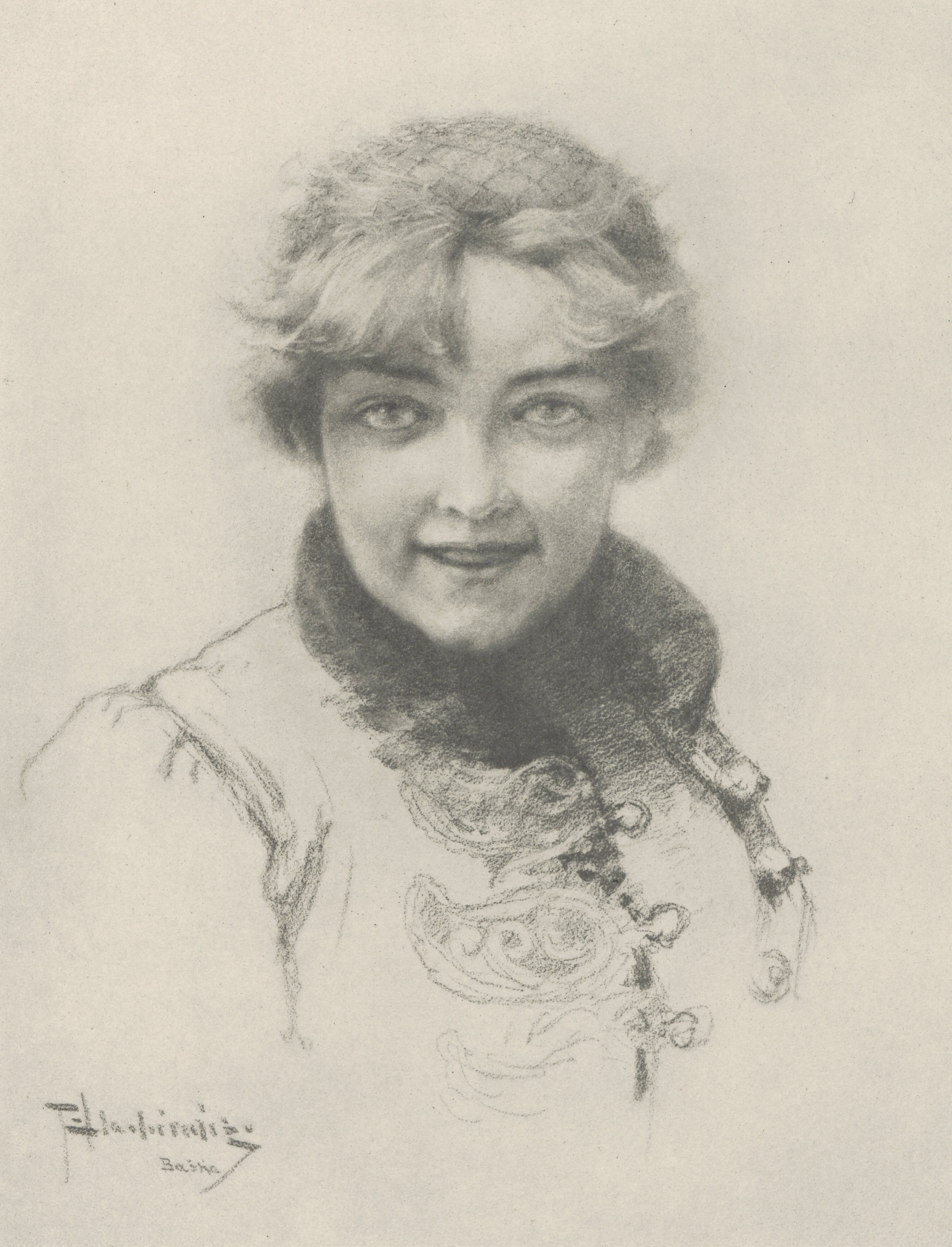
Porträt von Barbara Wołodyjowska, von Piotr Stachiewicz

Barbara (Baśka) Jeziorkowska [jɛʂɔkowska] (später Wołodyjowska) ist ein fiktionaler Charakter des Historien-Epos Pan Wołodyjowski von Henryk Sienkiewicz. Sie ist die weibliche Hauptdarstellerin, ein Waisenkind, das den adligen Michał Wołodyjowski heiratet.
In Jerzy Hoffmans 1969er Filmadaption wird Barbara von Magdalena Zawadzka gespielt.

## Lebensgeschichte im Roman
Barbara Jeziorkowskas Geburtsdatum wird im Roman nicht genannt. Am Beginn war sie vermutlich über 18 Jahre alt. Sie war Vollwaise in der Obhut des Stolnik Makowiecki, Michał Wołodyjowskis Schwager. Im Jahre 1668 kam sie zusammen mit Krystyna Drohojowska nach Warschau und ließ sich im Ketling's-Haus nieder. Sie traf dort Michał Wołodyjowski und verliebte sich in ihn. Obwohl Zagłoba versuchte, deren beider Hochzeit zu arrangieren, stellte Wołodyjowski Krystyna einen Heiratsantrag. Das Mädchen war aber in Wołodyjowskis Freund Ketling verliebt. Als Wołodyjowski dies herausfand, ließ er sie zusammen glücklich werden. Anschließend erzählte Barbara Wołodyjowski, dass sie ihn liebt. Beide heiraten.

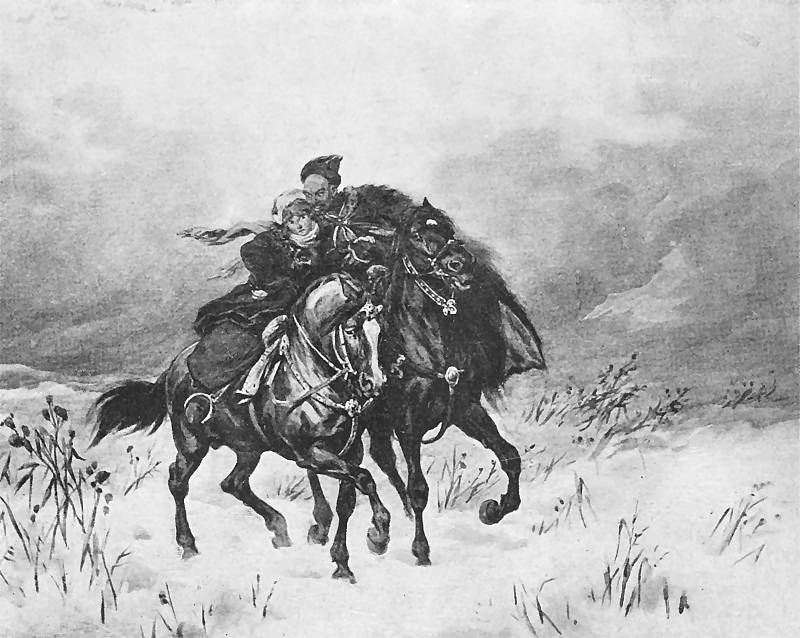
Azja versucht Basia zu entführen, von Juliusz Kossak

Im Jahr 1672 gehen Barbara und ihr Ehemann nach Chreptiów, nahe Kamieniec Podolski. Sie trafen dort Azja, ein Tatar, der als Soldat Polen dient. Der Mann verliebt sich in Barbara. Sie wusste davon nichts, sie dachte, er würde Ewa Nowowiejska heiraten wollen. Azja versuchte Barbara zu entführen, aber es misslang ihm, da sie es schaffte auf einem Pferd zu fliehen. Sie wanderte ein paar Tage lang umher und fand wieder nach Chreptiów. Sie war außer Atem und krank, aber gerettet.
An der Seite ihres Mannes Michał, Krytsyna und Ketling ging Barbara wieder nach Kamieniec Podolski. Die Stadt war von der türkischen Armee besetzt. Als die Stadt kapitulierte, sprengten sich ihr Ehemann und Ketling in die Luft.

## Charakterbeschreibung
Barbara ist ein junges, zierliches Mädchen. Sie hat leichtes, kurzes Haar und ein wunderschönes Gesicht. Sie ist lebendig, impulsiv und frohgemut. Sie hat keine Angst, Wołodyjowski zu erzählen, dass sie ihn liebt. Baśka ist auch gutmütig und sorgt sich um die Soldaten ihres Mannes. Sie ist unschuldig und manchmal sogar etwas naiv. Sie sieht nicht, dass Azja nach ihr trachtet, sie glaubt, der sei in Ewa Nowowiejska verliebt und möchte, dass man seine Heirat mit ihr arrangiert. Aber Barbara zeigt auch jede Menge Mut, als Azja sie zu entführen versucht. Sie ist vom Charakter her das ganze Gegenteil zu Krystyna Drohojowska.